# Евровизија: Аустралија одлучује
Евровизија - Аустралија одлучује је годишњи избор песме који организује Аустралијски јавни сервис Ес-Би-Ес у сарадњи са Блинк ТВ. Ово такмичење се користи за одабир аустралијског представника на Песми Евровизије свих представника са почетком од 2019. године. Једино издање које није одржано је 2021. када је Ес-Би-Ес интерно одабрао Монтејн да представља Аустралију, пошто није то могла да учини 2020. због отказивања такмичења.

## Историја
Аустралија је дебитовала на избору за Песму Евровизије 2015. пошто је позвана од стране Европске радиодифузне уније (ЕРУ) да учествује 2015. године као специјална гошћа за 60. годишњицу такмичења и требало је да учествује само те једне године. 17. новембра 2015, ЕРУ је објавила да је Аустралија поново позвана да учествује 2016. Од тад, сваке године се позивница продужава, а Аустралија је позвана да учествује бар до 2023.
Представници Аустралије су до 2018. бирани интерним путем. У септембру 2018, Ес-Би-Ес је објавио да ће од 2019. организовати национално финале да изабере извођача и песму за Евровизију, под називом Евровизија - Аустралија одлучује и расписао конкурс за слање радова.

## Формат
Ес-Би-Ес распише конкурс, а онда изабере песме које ће учествовати на такмичењу. Оно се одржава током једног викенда у фебруару и састоји се од 3 емисије, први за жири (жири оцењује наступе), други послеподневни наступ и трећи, наступи уживо, који се преносе и на основу којих публика гласа. Победник се одлучује комбинацијом гласова жирија и телегласања. Сваки члан жирија додељује 1—8, 10 и 12 поена учесницима (укупно 290 поена). Телегласање распоређује својих 290 поена на основу % телегласова које је свака песма добила (нпр, ако нека песма добије 10% телегласова, то је 29 поена). Године 2022, публика је доделила 60 поена за своју омиљену песму, 50 за другу, 45, 40, 35, 30, 25, 20, 15, 10 и 5 поена.

## Победници
| Година | Град домаћин                                     | Извођач(и)                                       | Песма                                            | Пласман на Песми Евровизије                 |
| ------ | ------------------------------------------------ | ------------------------------------------------ | ------------------------------------------------ | ------------------------------------------- |
| 2019.  | Гоулд Коуст                                      | Кејт Милер-Хајтки                                | „Zero Gravity"                                   | 9.                                          |
| 2020.  | Гоулд Коуст                                      | Монтејн                                          | „Don't Break Me"                                 | Такмичење отказано због пандемије ковида 19 |
| 2021.  | Такмичење отказано због интерног одабира Монтејн | Такмичење отказано због интерног одабира Монтејн | Такмичење отказано због интерног одабира Монтејн |                                             |
| 2022.  | Гоулд Коуст                                      | Шелдон Рајли                                     | „Not the Same"                                   | 15.                                         |